# Daniel Dennett
Daniel Clement Dennett (Boston, Massachusetts; 28 de marzo de 1942-Portland, Maine; 19 de abril del 2024) fue un filósofo y escritor estadounidense. Fue uno de los filósofos de la ciencia más destacados en el ámbito de las ciencias cognitivas, especialmente en el estudio de la conciencia, intencionalidad, inteligencia artificial y de la memética. También son significativas sus aportaciones acerca de la significación actual del darwinismo y la religión. Dirigió el Centro de Estudios Cognitivos de la Universidad de Tufts, donde fue catedrático de filosofía. Desde 1987 fue miembro de la Academia Estadounidense de las Artes y las Ciencias y de la Academia Europea de Ciencias y Artes. Se le consideró también uno de los Cuatro Jinetes del Nuevo Ateísmo, junto con Richard Dawkins, Sam Harris y Christopher Hitchens.

## Biografía
Estudió en la Phillips Exeter Academy y recibió su Bachelor of Arts en filosofía por la Universidad de Harvard (Cambridge, Estados Unidos) en 1963. En 1965, se doctoró en filosofía por la Universidad de Oxford (Inglaterra), donde estudió con el afamado filósofo Gilbert Ryle. Dennett fue, desde junio de 2006, Austin B. Fletcher Professor of Philosophy, profesor de la universidad y codirector del Centro de Estudios Cognitivos, junto con Ray Jackendoff, en la Universidad Tufts (Medford, Estados Unidos).
En 1983 impartió los cursos John Locke en la Universidad de Oxford, en 1985 los cursos Gavin David Young en Adelaida, Australia, y en 1986 el curso Tanner en Míchigan, entre otras. En 2001 fue galardonado con el Premio Jean Nicod y dio los cursos Jean Nicod en París. Recibió dos becas Guggenheim, una beca Fulbright y una beca en el Center for Advanced Studies in Behavioral Science (Centro de Estudios Avanzados en Ciencia del Comportamiento). Fue elegido en 1987 miembro de la American Academy of Arts and Sciences (Academia Norteamericana de las Artes y las Ciencias). Fue en 1985 cofundador y codirector del Curricular Software Studio (Estudio de Software Curricular) en la Universidad de Tufts, y ayudó a diseñar exhibiciones en museos sobre computadoras para la Smithsonian Institution, el Museo de Ciencia de Boston y el Museo de Computadoras de Boston. También fue un hábil marino.
Fue autor de varios libros de gran importancia acerca de la evolución y la conciencia. Fue uno de los proponentes del materialismo acerca de la mente. También fue bien conocido por su argumentación en contra de los qualia; Dennett afirma que el concepto es tan confuso que no puede ser usado o entendido de forma no contradictoria, y por ello no constituye una refutación válida del fisicalismo. Este argumento lo presentó ampliamente en su libro Consciousness Explained (La conciencia explicada) y su artículo Quining Qualia.
(Sin embargo, este argumento es rechazado por neurocientíficos como Gerald Edelman, Rodolfo Llinás y Antonio Damasio.)

## Opiniones filosóficas

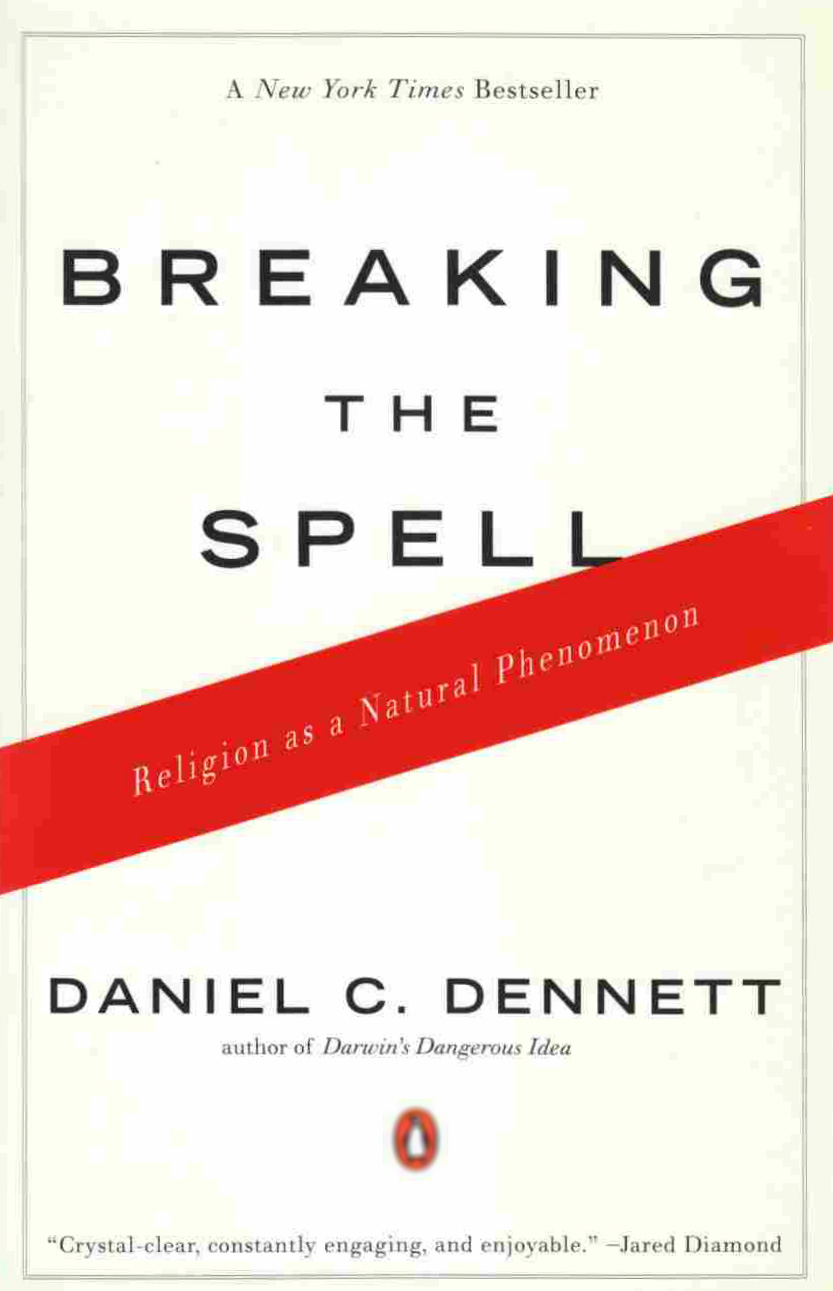
Portada de "Breaking the spell" de Daniel Dennett.

### Filosofía de la mente
Dennett comentó en varias ocasiones (por ejemplo, en «Self-portrait», dentro de su Brainchildren) que su proyecto filosófico global seguía siendo en gran medida el mismo desde sus tiempos en Oxford. Busca sobre todo proporcionar una filosofía de la mente arraigada en la investigación empírica y útil para ésta. En su disertación Content and Consciousness (Contenido y consciencia), dividió el problema de explicar la mente en la necesidad de una teoría del contenido y de una de la conciencia. Su aproximación a este proyecto también permaneció fiel a esta distinción. De la misma manera que el contenido y la conciencia tienen una estructura bipartida, los Brainstorms pueden dividirse igualmente en dos secciones. Posteriormente agrupó varios ensayos sobre contenido en The Intentional Stance (La actitud intencional) y sintetizó sus investigaciones sobre la conciencia humana en una teoría unificada en el libro La conciencia explicada. Estos dos volúmenes desarrollan su visión multidisciplinaria sobre la conciencia, basada en el método científico y en datos procedentes de la psicología, la neurociencia, la filosofía y la inteligencia artificial. La conciencia explicada tuvo gran difusión para tratarse de una obra científica, y causó profundo impacto incluso sobre lectores no especializados, pues refutaba de forma muy convincente la visión tradicional y puramente intuitiva acerca de la conciencia.[cita requerida]
Aunque está muy claro que Dennett cuestiona toda una serie de categorías (como el dualismo cartesiano), está menos claro en cuáles encaja. Tal y como dijo el propio Dennett:

[Otros] indican que mi 'resistencia a usar la terminología filosófica estándar para discutir esos asuntos' a menudo me crea problemas; los filósofos tienen dificultades para imaginarse qué estoy diciendo y qué estoy negando. Mi negación a jugar con mis colegas es deliberada, desde luego, ya que veo la terminología filosófica estándar como algo peor que inútil --como un gran obstáculo para el progreso, ya que se basa en muchos errores.
Daniel Dennett, The Message is: There is no Medium.

Dennett se autodefine con pocos términos. En La conciencia explicada admite: "soy una especie de 'teleofuncionalista', desde luego, puede ser el 'teleofuncionalista' original". Incluso llega a decir: "estoy preparado para salir del armario como algún tipo de verificacionista".
En La conciencia explicada, el interés de Dennett en la habilidad de la evolución para explicar algunos de las características productoras de contenido de la consciencia ya es evidente, y desde entonces se ha convertido en parte integral de su programa. Gran parte de su trabajo en la década de 1990 lo ha dedicado a completar sus ideas, tratando los mismos temas desde un punto de vista evolutivo: desde cuál es la diferencia entre la mente de los animales y la de los humanos (Kinds of Minds, Tipos de mentes) hasta cómo el libre albedrío es compatible con una visión naturalista del mundo (Freedom Evolves, La libertad evoluciona). Su libro Romper el hechizo: la religión como un fenómeno natural es un intento por sujetar las creencias religiosas al mismo tratamiento, explicando las posibles razones evolutivas para el fenómeno de los grupos religiosos.[cita requerida]

### Papel en el debate sobre la evolución
Las opiniones de Dennett sobre la evolución son fuertemente adaptacionistas, en línea con los postulados del zoólogo Richard Dawkins. En Darwin's Dangerous Idea (La peligrosa idea de Darwin), Dennett se muestra incluso más firme en su defensa del adaptacionismo que el propio Dawkins, y dedica un capítulo entero a la crítica de las opiniones del paleontólogo Stephen Jay Gould, que es precisamente uno de los críticos del adaptacionismo extremo. Dennett ve la evolución por selección natural como un proceso algorítmico (aunque explica que los algoritmos tan simples como la división larga a menudo incorporan un grado significativo de aleatoriedad). Esta idea está en conflicto con la filosofía evolutiva de Gould, quien prefirió enfatizar el "pluralismo" de la evolución (es decir, su dependencia de muchos factores cruciales, de los cuales la selección natural es solo uno). Esto lo llevó a enfrentarse con Gould y con sus partidarios, que alegan que Dennett exagera sus afirmaciones y malinterpreta las de Gould, para reforzar lo que Gould describe como el "fundamentalismo darwinista" de Dennett.
Este debate tiene relación con el largo debate público de Gould con E. O. Wilson y otros biólogos evolutivos sobre la sociobiología humana y su psicología evolutiva descendiente, a lo que Gould y Richard Lewontin se opusieron, pero que Dennett defendió, junto con Dawkins y Steven Pinker. Aunque Dennett expresó su crítica a la sociobiología humana, llamándola una forma de "reduccionismo codicioso", generalmente simpatizó con las explicaciones propuestas por la psicología evolutiva. Gould, también ambiguo, escribió: "Los sociobiólogos han ampliado su gama de historias selectivas al invocar conceptos de aptitud inclusiva y selección de parentesco para resolver (con éxito creo) el problema del altruismo, que anteriormente era el mayor obstáculo para una teoría darwinista. de la conducta social ... Aquí la sociobiología ha tenido y seguirá teniendo éxito. Y aquí lo deseo, porque representa una extensión del darwinismo básico a un ámbito en el que debería aplicarse".
Las teorías de Dennett han tenido una influencia significativa en el trabajo del psicólogo evolutivo Geoffrey Miller.

### Libre albedrío
Mientras que él es un compatibilista confirmado en el libre albedrío, en "Al dar a los libertarios lo que dicen que quieren" -Capítulo 15 de su libro de 1978 Tormentas de ideas, Dennett articuló el caso para un modelo de dos etapas de toma de decisiones en contraste con los puntos de vista libertarios:
"El modelo de decisión que propongo tiene la siguiente característica: cuando nos enfrentamos con una decisión importante, un generador de consideraciones cuyo resultado es hasta cierto punto indeterminado, produce una serie de consideraciones, algunas de las cuales pueden, por supuesto, ser inmediatamente rechazadas por irrelevantes para el agente (consciente o inconscientemente). Aquellas consideraciones que son seleccionadas por el agente como que tienen una influencia más que insignificante en la decisión figuran en un proceso de razonamiento, y si el agente es en lo principal razonable, esas consideraciones en última instancia sirven como predictores y explicadores de la decisión final del agente."
A diferencia de otros filósofos han desarrollado modelos de dos etapas, que incluyen a William James, Henri Poincaré, Arthur Holly Compton y Henry Margenau, Dennett defiende este modelo por las siguientes razones:
"Primero ... en la selección inteligente, el rechazo y el peso de las consideraciones que le ocurren al sujeto es una cuestión de inteligencia la que hace la diferencia".
"En segundo lugar... creo que instala el indeterminismo en el lugar correcto para el libertario, si hay un lugar correcto en absoluto".
"Tercero ... desde el punto de vista de la ingeniería biológica, es simplemente más eficiente y, al final, más racional, la toma de decisiones que debería ocurrir de esta manera."
"Una cuarta observación a favor del modelo es que permite que la educación moral marque la diferencia, sin hacer toda la diferencia."
"En quinto lugar, y creo que esto es quizás lo más importante que se puede decir a favor de este modelo, proporciona cierta explicación de nuestra importante intuición de que somos los autores de nuestras decisiones morales."
"Finalmente, el modelo que propongo apunta a la multiplicidad de decisiones que rodean nuestras decisiones morales y sugiere que en muchos casos nuestra decisión final en cuanto a qué manera de actuar, es menos importante fenomenológicamente como contribuyente a nuestro sentido de libre albedrío que las decisiones previas que afectan nuestro propio proceso de deliberación: la decisión, por ejemplo, de no considerar más, de terminar la deliberación; o la decisión de ignorar ciertas líneas de investigación."

"Estas decisiones previas y subsidiarias contribuyen, creo, a nuestro sentido de nosotros mismos como agentes libres responsables, más o menos de la siguiente manera: me veo obligado a tomar una decisión importante, y después de una cierta cantidad de deliberación, me digo a mí mismo: " Es suficiente. He considerado este asunto lo suficiente y ahora voy a actuar," en el pleno conocimiento que pude haber considerado más a fondo, en el pleno conocimiento de que las eventualidades pueden probar que decidí por error, pero con la aceptación de responsabilidad en cualquier caso."

### Religión y moralidad
En Darwin's Dangerous Idea, Dennett escribe que la evolución puede explicar el origen de la moralidad. Rechaza la idea de la falacia naturalista como la idea de que la ética está en algún ámbito de libre elección, escribiendo que la falacia es pasar de los hechos a los valores.
En su libro de 2006, Rompiendo el hechizo: La religión como fenómeno natural, Dennett intenta dar cuenta naturalista de la creencia religiosa, explicando posibles razones evolutivas para el fenómeno de la adhesión religiosa. En este libro él se declara "bright" y defiende el término.
Él ha estado investigando a clérigos que son en secreto ateos y cómo racionalizan sus obras. Encontró lo que llamó una conspiración de "No preguntes, no digas" porque los creyentes no querían escuchar nada acerca de la pérdida de la fe. Eso hizo que los predicadores incrédulos se sintieran aislados, pero no quisieron perder sus trabajos y, a veces, sus alojamientos proporcionados por la iglesia y, en general, se consolaron de que estaban haciendo bien sus funciones pastorales al proporcionarles comodidad y rituales requeridos. [32] La investigación, con Linda LaScola, se amplió para incluir otras religiones y clérigos no cristianos. La investigación y las historias que Dennett y LaScola acumularon durante este proyecto se publicaron en su libro co-autoral de 2013, Caught in the Pulpit: Leaving Belief Behind.

### Otros puntos de vista filosóficos
También ha escrito y defendido la noción de memética como una herramienta filosóficamente útil, más recientemente en su "Cerebros, computadoras y mentes", una presentación en tres partes a través de la serie de conferencias distinguidas MBB 2009 de Harvard.
Dennett ha sido crítico con el postmodernismo, después de haber dicho:

La posmodernidad, la escuela del "pensamiento" que proclamaba "No hay verdades, solo interpretaciones" se ha desempeñado en gran medida en el absurdo, pero ha dejado atrás una generación de académicos en humanidades discapacitados por su desconfianza en la idea misma de la verdad y su falta de respeto a la evidencia, el establecimiento de "conversaciones" en las que nadie está equivocado y nada se puede confirmar, solo se afirma con el estilo que se pueda reunir.

Dennett adoptó y de alguna manera redefinió el término "deepety" ("profundidad"), originalmente acuñado por Miriam Weizenbaum (hija del informático Joseph Weizenbaum). Dennett utilizó la "deepety" para una declaración que aparentemente es profunda, pero en realidad es trivial en un nivel y sin sentido en otro. En general, una profundidad tiene dos (o más) significados: uno que es verdadero pero trivial, y otro que suena profundo y sería importante si fuese cierto, pero en realidad es falso o sin sentido. Algunos ejemplos son "Qué será será!", "La belleza solo es profunda", "El poder de la intención puede transformar tu vida".

## Críticas

### John Dupré
El filósofo John Dupré afirma que los hallazgos de Charles Darwin alejan al hombre del animismo primitivo e implican una visión del mundo naturalista que prescinde de fantasmas, espíritus y dioses para explicar los fenómenos naturales.
Si bien Dennett también se considera darwinista, Dupré critica el modo en que Dennett entiende el darwinismo.
Según Dupré, aportaciones de Darwin como la evolución biológica y la selección natural no permiten 'dar explicación' del hombre contemporáneo, ni tampoco es esta su pretensión. Es la cultura cambiante, flexible e independiente de la genética y la evolución biológica lo que da respuesta a la necesidad de comprensión del hombre actual. La evolución tiene límites explicativos. En este sentido, para Dupré los partidarios de dar un valor a la evolución como factor explicativo de todo lo que ocurre al ser humano son los mismos que se empeñan en introducir el concepto de diseño. Ese término podría ser una mera metáfora pero parece ser una metáfora extremadamente peligrosa (tal vez debería denominarse la Peligrosa Metáfora de Dennett).

### Mario Bunge
El filósofo materialista y cientificista Mario Bunge critica a Dennett y lo sitúa junto a Steven Pinker y Richard Dawkins como difusores de versiones de la teoría de la evolución de Darwin. Según Bunge, Dennett y esos otros autores comparten muchas ideas y son difusores de pseudociencia, a la que hacen pasar por ciencia biológica darwiniana. En su libro Matter and Mind. A Philosophical Inquiry (2010), Bunge comenta:

Para empezar, los tres escritores en cuestión han propagado el innatismo, cuyo dogma central es “La naturaleza triunfa sobre la crianza” o “El genoma es el destino”. Esta doctrina, a su vez, se basa en una versión extravagante de la genética, según la cual la molécula de ADN es “egoísta” o intenta difundir su propio tipo lo más lejos posible (…)

Otra contribución original, aunque incorrecta, de nuestros autoproclamados “brillantes” es la idea de que la evolución ha sido programada por “algoritmos evolutivos” (Dennett 1995). Pero, por supuesto, un proceso no puede ser al mismo tiempo natural y guiado por algoritmos, porque estos son artefactos. Además, cada algoritmo está diseñado para producir infaliblemente un resultado de un tipo prescrito, mientras que la especiación es difícilmente predecible…
Mario Bunge, pp. 108-109

Bunge es también un crítico de la psicología evolucionista representada por David Buss, Steven Pinker y otros autores, a la que cataloga como pseudociencia, y critica a Dennett por ser un promotor de la misma.
En opinión de Bunge, Dennett y otros partidarios de la psicología evolucionista son innatistas de manera dogmática y niegan o no comprenden que la «naturaleza» humana es intrínsecamente sociocultural, y que lo sociocultural está más allá de la biología. También critica a Dennett y a otros autores por defender la metáfora del cerebro como computador. Bunge señala que, aunque los defensores de tal metáfora suelen considerarse naturalistas, no se dan cuenta de que los computadores no son naturales sino artificiales, de que están limitados a realizar operaciones algorítmicas, de que carecen de emociones, y otras muchas características que los diferencian de los cerebros.[cita requerida]
Adicionalmente, Bunge (2010, p. 209) menciona a Dennett como uno de los autores que sostienen que la conciencia es una ilusión, y lo critica por esto.

### John Searle
El filósofo John Searle, en su libro The Mystery of Consciousness, debate con Dennett, le critica y le cataloga como “conductista” por negar la existencia de la conciencia. Searle argumenta que en cualquier libro de texto de neurología se puede ver que se enseña a los estudiantes cómo comprender científicamente y poder curar problemas tales como los dolores. Así, adoptar una postura científica no implica negar la existencia de las vivencias subjetivas, contrario a lo que Dennett afirma.

## Obras
- 1969 — Content and Consciousness (Contenido y conciencia. Barcelona: Gedisa, 1996)
- 1981 — Brainstorms: Philosophical Essays on Mind and Psychology. (Lluvia de ideas: ensayos filosóficos sobre la mente y la psicología. Aún no publicado en español.)
- 1981 — The Mind's I. En colaboración con Douglas Hofstadter.
- 1984 — Elbow Room: The Varieties of Free Will Worth Wanting (La libertad de acción. Barcelona: Gedisa, 1992).
- 1989 — The Intentional Stance (La actitud intencional. Barcelona: Gedisa, 1991).
- 1991 — Consciousness Explained (La conciencia explicada, Paidós, Barcelona, 1995).
- 1996 — Darwin's Dangerous Idea: Evolution and the Meanings of Life (La peligrosa idea de Darwin, Galaxia Gutenberg, Barcelona, 1999, ISBN 84-8109-282-7).
- 1997 — Kinds of Minds: Towards an Understanding of Consciousness. (Tipos de mentes: hacia una comprensión de la conciencia, Debate, 2000, ISBN 978-84-8306-260-9.)
- 1998 — Brainchildren: Essays on Designing Minds (Representation and Mind). Recopilación de artículos entre 1984 y 1996.
- 2003 — Freedom Evolves (La evolución de la libertad, Paidós, Barcelona, 2004).
- 2005 — Sweet Dreams: Philosophical Obstacles to a Science of Consciousness. (Dulces sueños: Obstáculos filosóficos para una ciencia de la conciencia, Buenos Aires / Madrid, Katz Editores, 2006, ISBN 84-935187-6-X).
- 2006 — Breaking the Spell: Religion as a Natural Phenomenon. (Romper el hechizo: la religión como un fenómeno natural. Buenos Aires / Madrid, Katz Editores, 2007, ISBN 978-84-96859-00-5).
- 2013 — Intuition Pumps and Other Tools for Thinking. (Bombas de intuición y otras herramientas de pensamiento, México, Fondo de Cultura Económica, 2015, ISBN 978-607-16-2835-0).
- 2017 — From Bacteria to Bach and Back: The Evolution of Minds. (De las bacterias a Bach: la evolución de la mente. Barcelona: Pasado y Presente, 2017. ISBN 9788494733321).
- 2023 — I've Been Thinking. W. W. Norton & Company (autobiografía).